# Borborema (São Paulo)
Borborema es un municipio brasileño del estado de São Paulo. Se localiza a una latitud 21º37'11" sur y a una longitud 49º04'25" oeste, estando a una altitud de 429 metros. 
Posee un área de 552,60 km. Su población estimada en 2004 era de 13.749 habitantes.

## Demografía
Datos del Censo - 2000
Población Total: 13.193
- Urbana: 10.850
- Rural: 2.343
- Hombres: 6.691
- Mujeres: 6.502

Densidad demográfica (hab./km²): 23,87
Mortalidad infantil hasta 1 año (por mil): 16,29
Expectativa de vida (años): 70,99
Tasa de fertilidad (hijos por mujer): 2,45
Tasa de Alfabetización: 87,96%
Índice de Desarrollo Humano (IDH-M): 0,771
- IDH-M Salario: 0,704
- IDH-M Longevidad: 0,767
- IDH-M Educación: 0,841

(Fuente: IPEADATA)

## Hidrografía
- Río Tietê
- Arroyo de los Porcos
- Arroyo de los Fugitivos

## Carreteras
- SP-304
- SP-333

## Administración
- Prefecto: Jorge Feres Junior (2005/2008) reelecto (2009/2012)
- Viceprefecto: Vladimir Adabo
- Presidente de la cámara: Antônio Presotto - Gallina Negra - (2011/2012)

## Religión
El Cristianismo está presente en la ciudad de la siguiente manera:

### Iglesia Católica
La iglesia católica del municipio forma parte de la Diócesis de São Carlos.

### Iglesia Protestante
En la ciudad están presentes las más diversas creencias evangélicas, principalmente pentecostales, incluidas las Asambleas de Dios de Brasil (la iglesia evangélica más grande del país), Congregación Cristiana, entre otras. Estas denominaciones están creciendo cada vez más en todo Brasil.